# Diacétate de cellulose
Le diacétate de cellulose, appelé parfois simplement diacétate, est un polymère artificiel. En effet, il est fabriqué par traitement de la cellulose par l'acide acétique.
Il est constitué de deux radicaux acétate sur chaque unité de D-Anhydroglucopyranose de la molécule cellulosique.
Il est à différencier des acétate de cellulose et triacétate de cellulose.
Il est fragile parce qu'à base de cellulose. Lorsqu'il se détériore, la cellulose se rétracte et libère l'acide acétique, ce qui provoque un « syndrome du vinaigre ».
Il a été utilisé dans le cinéma amateur.
Le diacétate de cellulose a été utilisé pour fabriquer des tissus, des membranes, des filaments, ainsi que des films pour le cinéma amateur de 1922 à 1957. Il a été utilisé principalement dans les formats réduits de pellicule, tels le 8 mm, le 16 mm, le 35 mm et le 70 mm. Il a été mis au point pour la première fois aux États-Unis. 
Le film en diacétate de cellulose est appelé "film de sécurité" (safety film). 
Le diacétate de cellulose est hydrophile.